# Jugoslovenska radiotelevizija
Jugoslavenska radiotelevizija, nota anche con l'acronimo JRT (in serbo-croato Југословенска радио-телевизија?, Jugoslovenska radio-televizija), fu l'emittente radiotelevisiva di Stato della Jugoslavia dal 1956 al 1992.
Comprendeva otto stazioni radiofoniche e altrettante stazioni televisive, suddivise nei sei Stati parte della Federazione e nelle due regioni autonome della Repubblica Socialista di Serbia.
JRT fu l'unica emittente pubblica dell'Europa orientale ad essere membro dell'UER, partecipando alle note produzioni Giochi senza frontiere dal 1978 al 1982 e nel 1990, e l'Eurovision Song Contest per 27 volte, con una vittoria nel 1989.

## Servizi

### Canali televisivi[2]
| Organo federale         | Sede     | Fondata come  | Emittente                                  |
| ----------------------- | -------- | ------------- | ------------------------------------------ |
| SR Bosnia ed Erzegovina | Sarajevo | RTV Sarajevo  | Radiotelevizija Bosne i Hercegovine (BHRT) |
| SR Croazia              | Zagabria | RTV Zagreb    | Hrvatska radiotelevizija (HRT)             |
| SR Macedonia            | Skopje   | RTV Skopje    | Makedonska radio televizija (MRT)          |
| SR Montenegro           | Titograd | RTV Titograd  | Radio televizija Crne Gore (RTCG)          |
| SR Serbia               | Belgrado | RTV Beograd   | Radio-televizija Srbije (RTS)              |
| SR Slovenia             | Lubiana  | RTV Ljubljana | RTV Slovenija (RTVSLO)                     |
| SAP Kosovo              | Priština | RTV Priština  | Radio Televizioni i Kosovës (RTK)          |
| SAP Vojvodina           | Novi Sad | RTV Novi Sad  | Radio Televizija Vojvodine (RTV)           |

Frequenze televisive JRT:
- 1956:  TV Zagreb 1
- 1958:  TV Ljubljana 1
- 1958:  TV Beograd 1
- 1964:  TV Skopje 1
- 1969:  TV Sarajevo 1
- 1970:  TV Ljubljana 2
- 1971:  TV Koper-Capodistria
- 1971:  TV Titograd 1
- 1971:  TV Beograd 2
- 1972:  TV Zagreb 2
- 1975:  TV Novi Sad 1
- 1975:  TV Priština 1
- 1977:  TV Sarajevo 2
- 1978:  TV Skopje 2
- 1986:  TV Zagreb 3
- 1989:  TV Beograd 3
- 1989:  TV Novi Sad 2
- 1989:  TV Sarajevo 3

## Programmi
- TV Dnevnik, telegiornale
- Il professor Baltazar, cartone animato
- Zora la rossa, serie televisiva
- Sinji Galeb, programma per bambini
- Špiro Špula zlatna nit, programma per bambini
- Jelenko
- Branko Kockica
- Kolariću Paniću
- Muzički tobogan
- Kviskoteka
- Naše malo misto,
- Kapetan Mikula Mali
- Kapelski kresovi
- Velo misto
- Jadranski susreti
- Igre bez granica (Giochi senza frontiere)
- Folkparada
- Pozorište u kući
- Bolji život
- Žikina Dinastija
- Vruć vetar
- Grlom u jagode
- Kamiondžije
- Svet koji nestaje
- Top lista nadrealista